# Луг (Биље)
Луг (мађ. Laskó) је насељено место у саставу општине Биље у Осјечко-барањској жупанији, Република Хрватска.

## Историја
До територијалне реорганизације у Хрватској налазио се у саставу старе општине Бели Манастир.

## Становништво
На попису становништва 2011. године, Луг је имао 764 становника.

## Попис1991.
На попису становништва 1991. године, насељено место Луг је имало 1.036 становника, следећег националног састава:
| Попис 1991.‍   | Попис 1991.‍  | Попис 1991.‍ | Попис 1991.‍ | Попис 1991.‍ |
| ------------- | ------------ | ----------- | ----------- | ----------- |
|               |              |             |             |             |
| Мађари        | Мађари       |             | 834         | 80,50%      |
| Хрвати        | Хрвати       |             | 125         | 12,06%      |
| Срби          | Срби         |             | 27          | 2,60%       |
| Немци         | Немци        |             | 15          | 1,44%       |
| Словенци      | Словенци     |             | 2           | 0,19%       |
| Југословени   | Југословени  |             | 1           | 0,09%       |
| Муслимани     | Муслимани    |             | 1           | 0,09%       |
| Пољаци        | Пољаци       |             | 1           | 0,09%       |
| Чеси          | Чеси         |             | 1           | 0,09%       |
| неопредељени  | неопредељени |             | 26          | 2,50%       |
| регион. опр.  | регион. опр. |             | 2           | 0,19%       |
| непознато     | непознато    |             | 1           | 0,09%       |
| укупно: 1.036 |              |             |             |             |